# 幸せはパリで
『幸せはパリで』（しあわせはパリで、The April Fools）は1969年のアメリカ合衆国の映画。出演はカトリーヌ・ドヌーヴやジャック・レモンなど。また、ドヌーヴがハリウッド映画に初出演した作品である。

## キャスト
※括弧内は日本語吹替（テレビ版・DVD収録）
- ハワード・ブルーベーカー：ジャック・レモン（青野武）
- カトリーヌ・ガンサー：カトリーヌ・ドヌーヴ（二階堂有希子）
- テッド・ガンサー：ピーター・ローフォード（筈見純）
- ポッター：ジャック・ウェストン（田口昻）
- グレース・グリーンロウ：マーナ・ロイ（近藤高子）
- アンドレ・グリーンロウ：シャルル・ボワイエ（村松康雄）
- フィリス・ブルーベーカー：サリー・ケラーマン（火野カチ子）
- マット・ベンソン：ハーヴェイ・コーマン（広瀬正志）

## スタッフ
- 監督：スチュアート・ローゼンバーグ
- 製作：ゴードン・キャロル
- 脚本：ハル・ドレスナー
- 撮影：ミシェル・ユーゴー
- 編集：ボブ・ワイマン
- 音楽：マーヴィン・ハムリッシュ
- 主題歌：バート・バカラック